# 孟至岭
孟至岭（1959年—），字正然，号云卿，别号寂寥叟、寂寥山夫等，男，山东微山人，中国道士，现任中国道教协会副会长，中国道教学院副院长。